# Мікуліньце (ґміна)
Гміна Мікуліньце — колишня (1934–1939 рр.) сільська ґміна Снятинського повіту Станіславського воєводства Польської республіки (1918–1939) рр. Центром ґміни було село Микулинці.
1 серпня 1934 року в Снятинському повіті Станіславівського воєводства було створено ґміну Мікуліньце з центром в с. Микулинці. В склад ґміни входили такі сільські громади: Будилув, Карлув, Кулачин, Мікуліньце, Усцє, Відинув.
У 1934 р. територія ґміни становила 57,51 км². Населення ґміни станом на 1931 рік становило 8 363 особи. Налічувалось 1 819 житлових будинків.
Ґміна ліквідована в 1940 р. у зв’язку з утворенням Снятинського району.

## Галерея

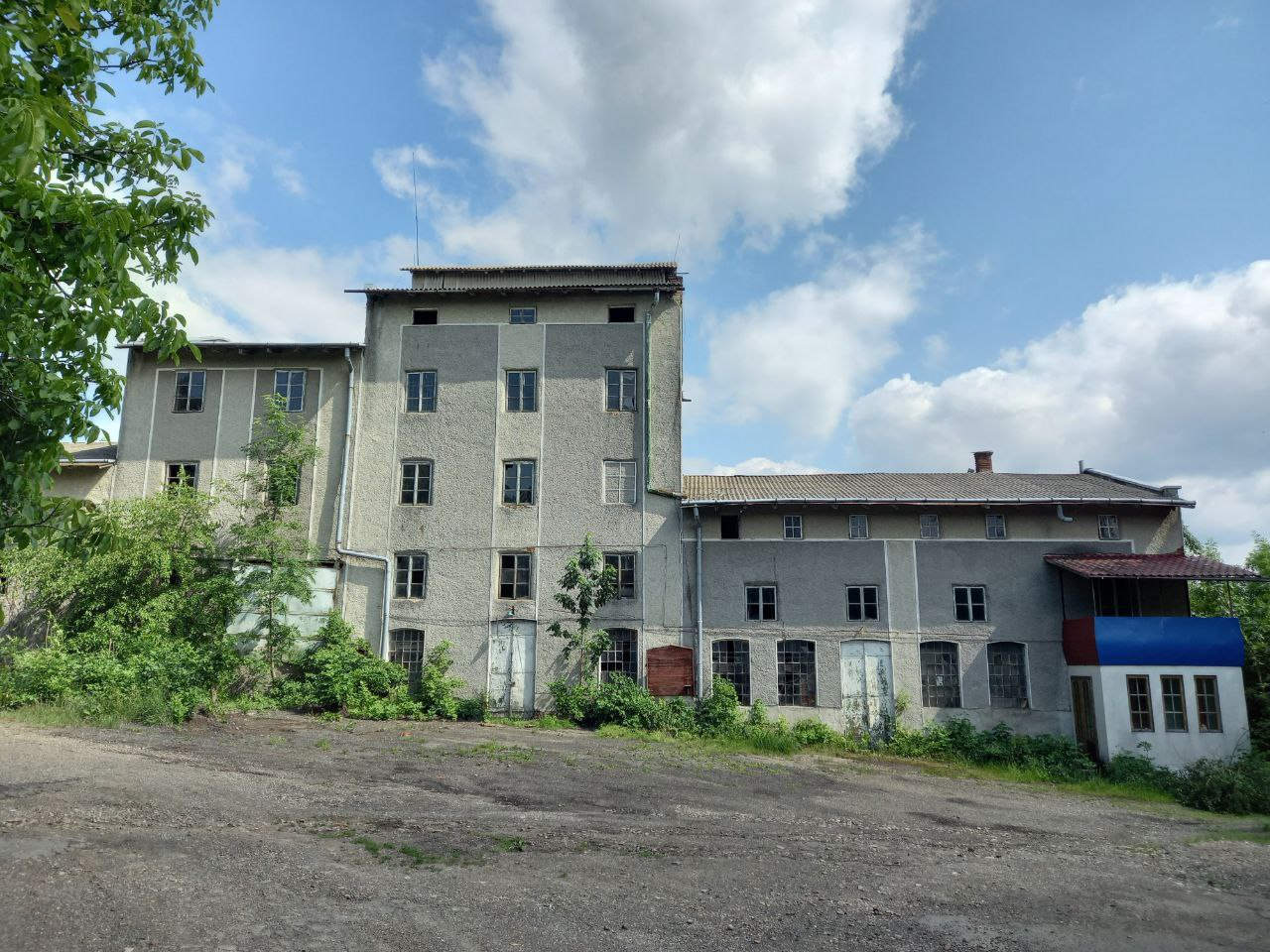
Млин в Микулинцях, 2022.